# Ingvallsbenning-Lerbo
Ingvallsbenning-Lerbo – Småort (miejscowość) w Szwecji, w regionie Dalarna, w gminie Hedemora położona ok. 8 km na południowy zachód od miasta Hedemora powstała z połączenia miejscowości Lerbo oraz ziem należących do dawnego młyna Ingvallsbenning.